# Carobius pulchellus
Carobius pulchellus is een insect uit de familie van de bruine gaasvliegen (Hemerobiidae), die tot de orde netvleugeligen (Neuroptera) behoort. 
Carobius pulchellus is voor het eerst wetenschappelijk beschreven door Banks in 1909.